# Clochemerle

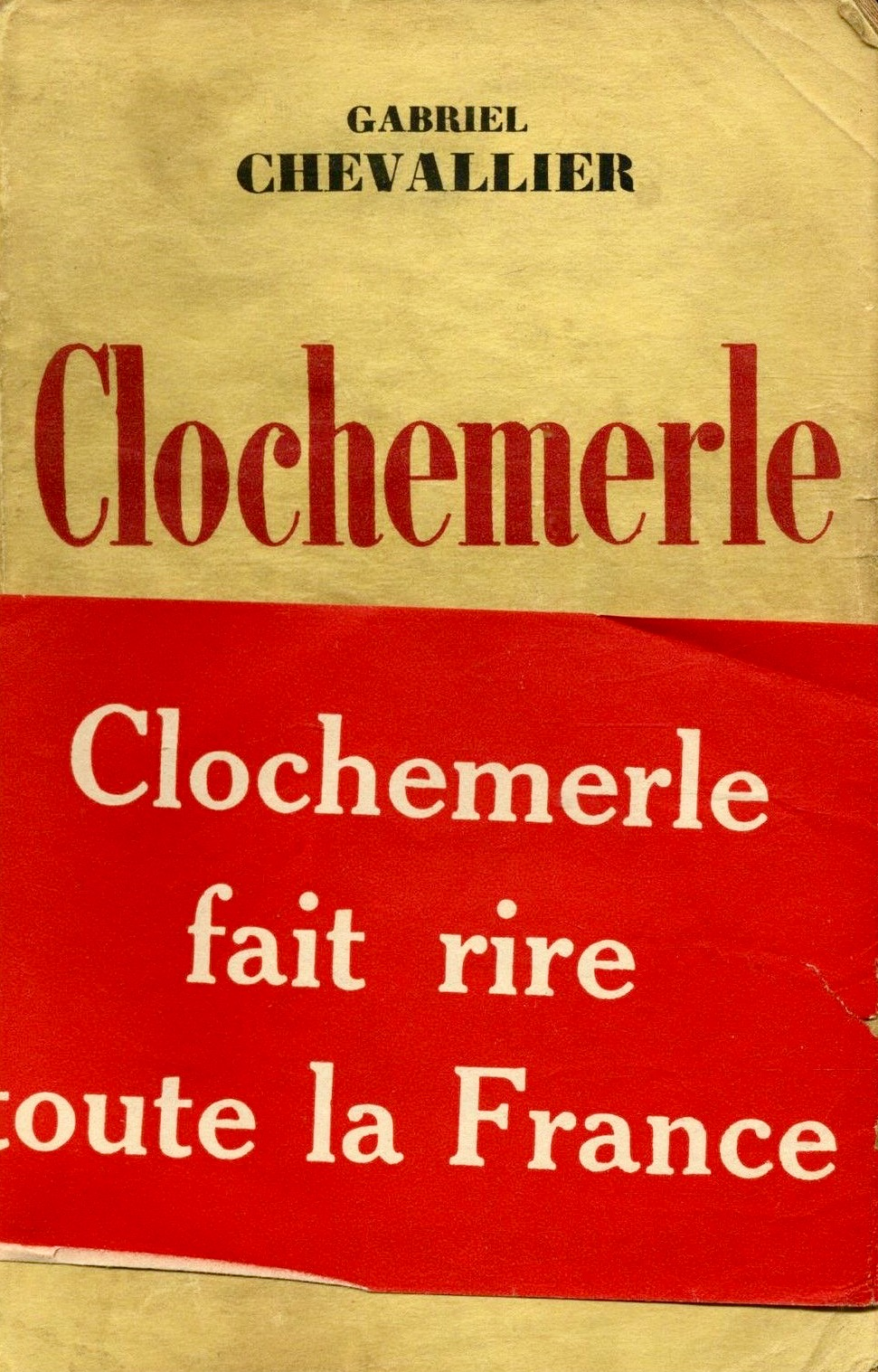
Deckblatt des Romans

Stadtwappen von Clochemerle (fiktiv)

Clochemerle ist eine 1934 erschienene Novelle des französischen Autors Gabriel Chevallier.

## Handlung
In dem fiktiven Städtchen Clochemerle, gelegen im Beaujolais, beschließen der um seine Wiederwahl besorgte Bürgermeister Barthelemy Piechut und die Honoratioren des Ortes, eine öffentliche Bedürfnisanstalt zu bauen – direkt vis-à-vis der Kirche. Der Protest sittenstrenger Bürgersfrauen, angeführt von der alten Jungfer Justine Putet, der zwischen öffentlicher Moral und praktischer Vernunft hin- und hergerissene katholische Priester Ponosse und die unklare Gemengelage in und zwischen den Familien lassen den Bau der Bedürfnisanstalt zu einem Skandal werden, so dass zu guter Letzt das Militär einschreiten muss, um die erhitzten Gemüter zu beruhigen.

## Bedeutung
Mit dieser Novelle, die ihn berühmt machte, setzte Chevallier den kleinen Weinstädtchen seiner Heimat ein Denkmal, humorvoll und mit an den „Braven Soldaten Schwejk“ oder an „Don Camillo und Peppone“ erinnerndem Witz. Vorbild für Clochemerle war das kleine Städtchen Vaux-en-Beaujolais im Département Rhône.

## Verfilmungen
Die Novelle „Clochemerle“ wurde 1948 in Frankreich von Regisseur Pierre Chenal verfilmt und in Deutschland ab 1952 unter dem Titel „Die liebestolle Stadt“ aufgeführt. In der Schwarz-weiß-Produktion spielten u. a. Simone Michels, Max Dalban, Maximilienne und Felix Oudart mit (Lexikon des Internationalen Films 1955, S. 3451).
Eine in Co-Produktion von Bavaria Atelier und BBC in Frankreich gedrehte Verfilmung wurde 1972 in der Bundesrepublik Deutschland und 1974 in der DDR als Vierteiler mit großem Zuschauererfolg gesendet.
Das Drehbuch dazu schrieben Galton und Simpson, Regie führte Michael Mills. Besetzung (u. a.): Cyril Cusack, Wendy Hiller, Kenneth Griffith, Roy Dotrice, Cyd Hayman, Micheline Presle, Bernard Bresslaw, Hugh Griffith, Nigel Green, Madeline Smith und Wolfe Morris.
Bei der Ausstrahlung der Serie wirkte der bekannte Schauspieler und Komiker Sir Peter Ustinov als Erzähler mit.